# 1852 dans le catholicisme
Chronologie du catholicisme
- 1848
- 1849
- 1850
- 1851
- 1852
- 1853
- 1854
- 1855
- 1856

Cet article présente les faits marquants de l'année 1852 dans le catholicisme.

## Évènements
- 15 mars : Création de 6 cardinaux par Pie IX.

## Naissances
- 15 janvier : Léonce Bridoux, prélat et missionnaire français, vicaire apostolique du Tanganyika et évêque titulaire d'Utique (de) († 20 octobre 1890)
- 8 juin : Adolphe Le Chaptois, prélat et missionnaire français, vicaire apostolique de Tanganyika et évêque titulaire d'Utique (de) († 30 novembre 1917)
- 23 mai : Joseph-Marie Lavest, prélat et missionnaire français, préfet apostolique du Kouang-si et évêque titulaire de Sophène (de) († 23 août 1910)

## Décès
- 21 mars : Tommaso Bernetti, cardinal italien de la Curie, cardinal-secrétaire d'État (° 20 décembre 1779)
- 7 avril : Corneille van Bommel, prélat néerlandais, évêque de Liège (° 5 avril 1790)